# Csányi Tamás
Csányi Tamás (Mezőtúr, 1975. december 1. – ) magyar könyvtár–magyar szakos tanár, politikus; 2019. február 18. és 2022. május 1. között a Jobbik Magyarországért Mozgalom országgyűlési képviselője.

## Családja
Nős, felesége Csányiné Kozma Katalin. Csányi Hunor Levente, Csányi Zétény Atilla és Csányi Kende Tamás közös gyermekeik.

## Életrajz

### Tanulmányai
A mezőtúri Teleki Blanka Gimnáziumban maturált. 1999-ben a nyíregyházai Bessenyei György Tanárképző Főiskolán magyar–könyvtár szakos tanárként végzett. Ezt követően 2003-ban elvégezte a Szegedi Tudományegyetem kiegészítő magyar szakát.
Társalgási szinten tud angol nyelven.

### Politikai pályafutása
2019. február 18. óta a Jobbik Magyarországért Mozgalom országgyűlési képviselője. 2019. február 18. óta az Országgyűlés Törvényalkotási bizottságának a tagja.
A 2021-es magyarországi ellenzéki előválasztáson Törökszentmiklóson, a Jász-Nagykun-Szolnok megyei 4. sz. országgyűlési egyéni választókerületben indult és győzött. A 2022-es magyarországi országgyűlési választáson 37.1%-ot kapott, és alulmaradt az abszolút többséget szerzett Herczeg Zsolttal szemben.